# 侠捕
《侠捕》（英語：Man Hunter），是一个中国大陆武侠电视电影系列。该系列由CCTV-6电影频道出品，由四部片组成，分别为《侠捕》（2014年）、《侠捕之诡影迷踪》（2017年）、《侠捕之夺命红莲》（2017年）、《侠捕之疑云密布》（2017年），四部的男主角皆设定为明朝六扇门捕头萧长风。

## 《侠捕》
本片由马中轩和吴樾执导，2013年拍摄，于2014年在CCTV-6播出。演出阵容为：
- 吴樾 饰 萧长风
- 宣璐 饰 丁蝉儿
- 杜玉明 饰 左文升

## 《侠捕之诡影迷踪》
本片由吴樾担任总制片人，曹华执导，2016年拍摄，于2017年在CCTV-6播出。故事围绕武林中一柄从龙剑展开，演出阵容为：
- 孙祖君 饰 萧长风
- 杨曼玉 饰 诸葛云

## 《侠捕之夺命红莲》
本片由吴樾担任总制片人，曹华执导，2016年拍摄，于2017年在CCTV-6播出。故事围绕鞑靼使臣在大明失踪案展开，演出阵容为：
- 孙祖君 饰 萧长风
- 陈钰琪 饰 玉伽

## 《侠捕之疑云密布》
本片由吴樾担任总制片人，曹华执导，2016年拍摄，于2017年在CCTV-6播出。故事围绕黄河水灾赈灾银展开，演出阵容为：
- 孙祖君 饰 萧长风
- 杜安琪 饰 赛红娘